# ISO 3166-2:AG
ISO 3166-2:AG – kody ISO 3166-2 dla Antigui i Barbudy.
Kody ISO 3166-2 to część standardu ISO 3166 publikowanego przez Międzynarodową Organizację Normalizacyjną. Kody te są przypisywane głównym jednostkom podziału administracyjnego, takim jak np. województwa czy stany, każdego kraju posiadającego kod w standardzie ISO 3166-1.
Aktualnie (2017) dla Antigui i Barbudy zdefiniowano kody dla 6 parafii na wyspie Antigua oraz 2 dependencji. 
Pierwsza część oznaczenia to kod Nigru zgodnie z ISO 3166-1, natomiast druga część oznaczenia znajdująca się po myślniku to dwucyfrowy kod jednostki administracyjnej.

## Kody ISO
| Kod ISO | Nazwa jednostki administracyjnej | Rodzaj jednostki administracyjnej |
| ------- | -------------------------------- | --------------------------------- |
| AG-03   | Saint George                     | parafia                           |
| AG-04   | Saint John                       | parafia                           |
| AG-05   | Saint Mary                       | parafia                           |
| AG-06   | Saint Paul                       | parafia                           |
| AG-07   | Saint Peter                      | parafia                           |
| AG-08   | Saint Philip                     | parafia                           |
| AG-10   | Barbuda                          | dependencja                       |
| AG-11   | Redonda                          | dependencja                       |